# Sindrome della spalla di Milwaukee
La sindrome della spalla di Milwaukee è una disfunzione articolare che coinvolge il cingolo scapolare. 
Esiste però anche una versione dell'arto inferiore, che colpisce il ginocchio.

## Epidemiologia
Colpisce prevalentemente la popolazione femminile in età avanzata e l’incidenza è correlata all’età.

## Eziologia
La causa è da riscontrarsi in un accumulo anomalo di cristalli di fosfato basico di calcio (HADD) . Rientra tra le artropatie associate a depositi di cristalli di idrossiapatite; presenta una esigua componente infiammatoria.

## Segni e Sintomi
Fra i sintomi e i segni clinici ritroviamo dolore articolare e calcificazione ed erosione che coinvolgono anche la cuffia dei rotatori. Le manifestazioni peggiorano quando la persona si trova ad assorbire uno sforzo (come un carico eccessivo) o durante la notte.
Altri segni e sintomi per la spalla di Milwaukee sono :
- intervallo di movimento attivo limitato, intervallo di movimento passivo generalmente senza restrizioni (inizialmente)
- versamento / ematoma emorragico sinoviale
- risultati radiologici positivi[2]
- cristalli di idrossiapatite nel liquido sinoviale

## Diagnosi
La diagnosi viene fatta con artrocentesi e colorazione rossa di alizarina insieme a sintomi clinici. Questi cristalli possono essere tuttavia presenti in fase di artrosi o di remissione da altre patologie. Nella radiografia si osserva una calcificazione ovale, arrotondata e cotonosa intra- o peri-articolare. 

## Trattamento
Il trattamento può includere la prescrizione di uno o più dei seguenti:
- farmaci antinfiammatori non steroidei (FANS)
- steroidi intra-articolari
- fisioterapia
- artroplastica parziale o completa